# Megami MAGAZINE
《Megami MAGAZINE》（日语：メガミマガジン，「女神雜誌」）是學習研究社發行的動畫中心美少女角色雜誌。1999年7月發行，自2003年3月號起獨立創刊。簡稱是「Megamaga」（メガマガ）。

## 概要
起源于1999年7月，因為該社發行的《Looker》前身雜誌《AnimeV》休刊，而利用此空缺作為《Animedia》增刊號發行，自34號（2003年3月號）起獨立創刊。本來內容主要是以所謂的電子遊戲為中心，不過隨著2000年12月發售的增刊《Megami MAGAZINE Special》發行，成為月刊後轉換方向變成以動畫為中心。剛創刊時挖掘了許多小眾作品，尤其是最早以特集介紹很少被動畫雜誌報導的《彗星公主》這件事相當著名。
其特徵是每號附錄20面以上的封面介紹與海報。介紹過的作品，不論大小，已超過1000個。除了美少女角色的極端暴露設計的泳裝與內衣描寫相當顯著以外，也會刊載半裸圖像；雖是以男性為讀者對象，也有少數的女性讀者。尤其是投稿插圖到讀者專欄「MegaTen!」的讀者，據說有不少是女性（同樣的傾向在MediaWorks的《電擊G's magazine》也能見到）。
該雜誌的成功，影響其他出版社也發行了《A☆Princess》（德間書店・Animage增刊）、《otomex》（Hobby Japan）、《電擊Animaga》（MediaWorks）、《Comp H's》（角川書店，Comptiq增刊）等多數以萌系動畫為中心的增刊或情報誌，都尚未能夠與該雜誌成為競爭對手的關係。

## 封面一覽
- 1號：（鳴瀨真奈美、冰川菜織）
- 2號：秋之回憶（今坂唯笑、檜月彩花）畫：佐佐木睦美
- 3號：機動戰艦（星野琉璃）
- 4號：守護月天（小璘、汝昂）
- 5號：歡迎來到Pia Carrot2 DX（日野森あずさ、榎本つかさ）
- 6號：Di Gi Charat（數碼子、雛子）
- 7號：純情房東俏房客（成瀨川奈留）
- 8號：幸運女神（蓓爾丹蒂）
- 9號：Di Gi Charat（數碼子、布子）
- 10號：逮捕令（過本夏實、小早川美幸）
- 11號：純情房東俏房客（成瀨川奈留、前原忍、卡歐拉·蘇）
- 12號：Di Gi Charat（數碼子、雛子）
- 13號：逮捕令（過本夏實、小早川美幸）畫：中嶋敦子
- 14號：漫畫派對（高瀨瑞希、長谷部彩）
- 15號：銀河天使（梅爾優·櫻葉、薄荷·布拉曼修、香草·亞修）
- 16號：魔力女管家（安藤麻幌）
- 17號：天使的尾巴（金魚的蘭）
- 18號：守護月天（小璘、紀柳）
- 19號：Di Gi Charat（數碼子、布子、免田光、雛子）
- 20號：天使的尾巴（金魚的蘭、兔子的美香、倉鼠的久留美、貓的珠美、青蛙的、狸貓的綠）2面
- 21號：櫻花大戰（真宮寺櫻）
- 22號：星空的邂逅（風見瑞穗、綠川小石）畫：
- 23號：銀河天使（梅爾優·櫻葉）
- 24號：Chobits（小唧）
- 25號：星空的邂逅（風見みずほ）畫：
- 26號：青出於藍（櫻庭葵）
- 27號：迷糊天使（美紗、紫亞、植松小星）
- 28號：陸上防衛隊（鬼瓦真緒、築島美空、丸山席維亞）畫：赤松健
- 29號：銀河天使（梅爾優·櫻葉、薄荷·布拉曼修）
- 30號：魔力女管家～更美麗的事物～（安藤麻幌、安藤美奈和）2面
- 31號：妹妹公主 ～Re Pure～（可憐、咲耶、千影）
- 32號：青出於藍（櫻庭葵）
- 33號：銀河天使（梅爾優·櫻葉）
- 34號：妹妹公主RePure（咲耶）
- 35號：天使特警（安妮、爱丽丝）畫：後藤圭二
- 36號：天使的尾巴Chu!（金魚的蘭、蛇的、兔子的美香、烏龜的、鸚鵡的翼、倉鼠的久留美、狐狸的茜、狸貓的綠、貓的珠美、猴子的桃、狗的奈奈、青蛙的）
- 37號：Di Gi Charat Nyo（數碼子、布子）
- 38號：青檸色之戰奇譚（真田木綿）
- 39號：拜託了雙子星（宮藤深衣奈、小野寺樺恋）畫：
- 40號：Popotan（あい、まい、みい）
- 41號：真月譚月姬（爱尔奎特·布伦史塔德）畫：TYPE-MOON
- 42號：你所期望的永遠（涼宮遥、速瀨水月）畫：杉原鎧
- 43號：青出於藍 ～緣～（櫻庭葵）
- 44號：D.C. ～戀愛學園～（朝倉音夢、白河小鸟、芳乃樱）
- 45號：愛的魔法（宮間夕菜）
- 46號：你所期望的永遠（涼宮遥、速瀨水月、涼宮茜）
- 47號：夢與現實（モネ、吾妻みづき）
- 48號：愛的魔法（宮間夕菜）
- 49號：青檸色之戰奇譚 ～南國夢浪漫～（真田木綿）
- 50號：這醜陋又美麗的世界（光、明）畫：高村和宏
- 51號：月東日西 ～Operation Sanctuary～（天之崎美琴、藤枝保奈美）畫：
- 52號：親愛一族（レン、ミゥ）畫：PEACH-PIT
- 53號：銀河天使（梅爾優·櫻葉、烏丸千歲）畫：
- 54號：下級生2 ～瞳の中の少女たち～（柴門たまき）畫：門井亞矢
- 55號：你所期望的永遠 外传（涼宮茜、榊千鶴）畫：杉原鎧
- 56號：To Heart ～Remenber my memories～（神岸あかり、マルチ）
- 57號：幸運女神（蓓爾丹蒂）画：大河原晴男
- 58號：AIR（劇場版）（神尾觀鈴）画：小林明美
- 59號：魔法老師（2005年版）（佐佐木莳绘、近衛木乃香、神乐坂明日菜）
- 60號：AIR（TV版）（神尾觀鈴）
- 61號：D.C.S.S. ～戀愛學園～（白河曆、爱西亚）画：高品有桂
- 62號：我的主人愛作怪（澤渡泉、澤渡美月、倉内安奈）畫：高村和宏
- 63號：魔法老師（2005年版）（神乐坂明日菜、近衛木乃香）畫：
- 64號：銀河天使II（櫻葉、櫻葉）畫：
- 65號：AIR（夏・特別編）（神尾觀鈴、神奈備命）畫：樋上至
- 66號：（朝倉音夢、白河小鸟）画：島澤範子
- 67號：To Heart 2（向坂環、小牧愛佳）畫：西尾公博
- 68號：魔法少女奈葉A's（高町奈葉、菲特・泰斯塔羅沙）畫：奧田泰弘
- 69號：Fate/stay night（Saber）畫：石原惠
- 70號：D.C.S.S. ～戀愛學園～（朝倉音夢、白河曆、水越萌、水越眞子、天枷美春、芳乃櫻、爱西亚）畫：高品有桂
- 71號：舞-乙HiME（爱莉卡·梦宫、鴇羽舞衣、妮娜·王）畫：久行宏和

女生愛女生（大佛彈、来栖止）畫：桂遊生丸 2面
- 72號：灼眼的夏娜（夏娜）畫：伊東雜音
- 73號：Fate/stay night（Saber）畫：石原惠
- 74號：校園迷糊大王 二学期（塚本天滿、塚本八雲、澤近愛理、周防美琴）
- 75號：涼宮春日的憂鬱（涼宮春日、朝比奈實玖留、長門有希）画：池田晶子
- 76號：犬神!（ようこ）
- 77號：魔法少女奈葉StrikerS（高町奈葉、菲特·T·哈洛溫、八神疾風、天使之翼II）畫：奧田泰弘
- 78號：魔法老師!?（神乐坂明日菜）畫：大田和寬
- 79號：（櫻葉、櫻葉）畫：
- 80號：夜明前的瑠璃色（鷹見澤菜月）畫：
- 81號：kanon（月宮亞由、水瀨名雪）畫：池田和美
- 82號：魔法少女奈葉StrikerS（高町奈葉、昴・中島）畫：奧田泰弘
- 83號：魔法老师!?（神乐坂明日菜）畫：大田和寛
- 84號：魔法少女奈葉StrikerS（高町奈葉、菲特·T·哈洛溫、八神疾風、昴·中島、蒂亞娜·蘭斯塔）畫：奧田泰弘
- 85號：旋風管家（三千院凪、瑪利亞、桂雛菊）畫：堀內修
- 86號：sola（四方茉莉、森宮蒼乃）畫：七尾奈留
- 87號：零之使魔～雙月的騎士～（露易絲·法蘭西斯·露·布朗·杜·拉·瓦里埃爾）畫：藤井昌宏
- 88號：魔法少女奈葉StrikerS（高町奈葉、菲特·T·哈洛溫）畫：奧田泰弘
- 89號：七色星露（秋姫すもも、ユキちゃん）畫：伊東雜音
- 90號：魔法少女奈葉StrikerS（高町奈葉、菲特·T·哈洛溫、昴·中島、蒂亞娜·蘭斯塔、凱珞·露·露茜、艾力歐·蒙迪爾、薇薇鷗）畫：奧田泰弘
- 91號：魔法少女奈葉StrikerS（高町奈葉、菲特·T·哈洛溫）畫：奧田泰弘
- 92號：灼眼的夏娜（夏娜）畫：伊東雜音
- 93號：CLANNAD（古河渚）畫：池田和美
- 94號：BAMBOO BLADE（川添珠姬）畫：双柳雪智
- 95號：灼眼的夏娜（夏娜）畫：大塚舞
- 96號：CLANNAD（坂上智代、古河渚、藤林杏）畫：池田和美
- 97號：初音岛II（朝倉音姬、朝倉由夢、月島小戀、雪村杏、花咲茜、白河奈奈佳）画：
- 98號：空之境界 劇場版（兩儀式、黑桐鲜花）画：武内崇
- 99號：零之使魔～三美姬的輪舞～（露易絲·法蘭西斯·露·布朗·杜·拉·瓦里埃爾）画：藤井昌宏
- 100號：魔法少女奈葉StrikerS（高町奈葉、菲特·T·哈洛溫）畫：奧田泰弘
- 101号：天元突破 紅蓮螺巖（优子）画：锦织敦史
- 102号：CLANNAD（古河渚、藤林杏、一之濑琴美、坂上智代）畫：池田和美
- 103号：Strike Witches（宫藤芳佳、莉涅特·毕晓普、佛兰切斯卡·鲁基尼）画：山川宏治
- 104号：武装机甲（城崎絵美）画：坂崎忠
- 105号：穿越宇宙的少女（狮子堂秋叶）画：椛岛洋介
- 106号：神薙（薙、忏悔）画：門脇聰
- 107號：TIGER×DRAGON！（櫛枝實乃梨、逢坂大河、川嶋亞美）畫：田中將賀
- 108號：CLANNAD ～AFTER STORY～（古河早苗、岡崎汐、古河渚）畫：池田和美
- 109號：K-ON!（田井中律、秋山澪、平澤唯、琴吹紬）画：堀口悠纪子
- 110號：天才麻將少女（宮永咲、原村和）畫：佐佐木政勝
- 111号：福音战士新剧场版：破（式波·明日香·兰格雷、綾波零、真希波·真理·伊拉絲多莉亞斯）画：饭田史雄
- 112號：魔法少女奈葉 1st Movie（高町奈葉、菲特·T·哈洛溫）畫：奧田泰弘
- 113號：Fate/stay night UBW 剧场版（Saber、远坂凛）畫：石原惠
- 114号：科学超电磁炮（御坂美琴、白井黑子）画：石仓敬一
- 115号：涼宮春日的憂鬱（涼宮春日、朝比奈實玖留、長門有希）画：西屋太志
- 116号：碧阳学园学生会议事录（樱野栗梦、红叶知弦、椎名深夏、椎名真冬）画：堀井久美
- 117號：魔法少女奈葉 1st Movie（高町奈葉）畫：奧田泰弘
- 118號：魔法少女奈葉 1st Movie（高町奈葉、八神疾风、天使之翼）畫：奧田泰弘
- 119号：科学超电磁炮（御坂美琴）画：柳伸亮
- 120號：K-ON!!（秋山澪、平澤唯）画：堀口悠纪子
- 121號：迷糊餐厅（伊波真昼）画：足立慎吾
- 122號：K-ON!!（平澤唯）画：堀口悠纪子
- 123號：Angel Beats（ゆり、立华奏）画：关口可奈味
- 124号：Strike Witches（宫藤芳佳、莉涅特·毕晓普）画：山川宏治
- 125號：K-ON!!（秋山澪、平澤唯）画：堀口悠纪子
- 126号：魔法禁书目录II（御坂美琴、Index）画：田中雄一
- 127号：我的妹妹哪有这么可爱（高坂桐乃）画：石田可奈
- 128號：魔法少女奈葉 1st Movie（高町奈葉、菲特·T·哈洛溫）畫：奧田泰弘
- 129号：魔法少女小圆（鹿目圆）画：高桥美香
- 130号：偶像大师（天海春香） 画：高田晃
- 131号：魔法少女小圆（晓美焰）画：谷口淳一郎
- 132号：DOG DAYS（米露茜欧莱·F·比斯科帝）画：坂田理
- 133号：绯弹的亚莉亚（神崎·H·亚莉亚）画：岩仓和宪
- 134号：电波女与青春男（藤和艾莉欧、星宫社）画：西田亚沙子
- 135号：偶像大师（星井美希、如月千早、菊地真、四条贵音） 画：饭塚晴子
- 136号：Steins;Gate（牧濑红莉栖、椎名真由里）画：坂井久太
- 137號：摇曳百合（赤座灯里、岁纳京子、船见结衣、吉川千夏）畫：皆川一德
- 138號：偶像大师（天海春香、水瀬伊織）畫：饭塚晴子
- 139號：我的朋友很少（柏崎星奈、三日月夜空）画：渡边义弘
- 140號：偶像大师（星井美希、如月千早、高槻弥生） 画：饭塚晴子
- 141號：魔法少女奈葉 2nd Movie A's（高町奈葉、菲特·T·哈洛溫）畫：奧田泰弘
- 142号：偶像大师（天海春香、如月千早）畫：饭塚晴子
- 143號：伪物语（忍野忍）畫：渡边明夫
- 144号：天才麻将少女 阿知贺篇（高鴨穏乃、原村和）画：佐佐木政胜
- 145号：魔法少女奈葉 2nd Movie A's（高町奈葉、菲特·T·哈洛溫）畫：奧田泰弘
- 146号：加速世界（黑雪公主）画：神户洋行
- 147號：魔法少女奈葉 2nd Movie A's（高町奈葉、菲特·T·哈洛溫）畫：奧田泰弘
- 148號：DOG DAYS'（米露茜欧莱·F·比斯科帝、高槻七海、瑞贝卡・安德森）画：桥立佳奈
- 149号：摇曳百合（赤座灯里、岁纳京子、船见结衣、吉川千夏）畫：中岛千明
- 150號：魔法少女奈葉 2nd Movie A's & Dog Days'（高町奈葉、米露茜欧莱·F·比斯科帝）畫：奧田泰弘、坂田理
- 151號：剧场版 魔法少女小圆（鹿目圆、晓美焰）画：谷口淳一郎
- 152號：中二病也要谈恋爱（小鸟游六花）画：池田和美
- 153號：出包王女DARKNESS（金色之暗、提亚悠・鲁纳提克）画：冈勇一
- 154号：少女&坦克（西住美穗）画：杉本功
- 155號：Vividred Operation（一色茜）画：高濑智章
- 156号：少女&坦克（西住美穗&武部沙织&五十铃华&秋山优花里&冷泉麻子）画：杉本功
- 157号：变态王子与不笑猫（筒隐月子）画：监督
- 158号：少女&坦克（西住美穗&安丘比）画：伊藤岳史
- 159号：某科学的超电磁炮S（御坂美琴&御坂妹）画：田中雄一
- 160号：恶魔高校D×D NEW（莉雅丝·吉蒙里）画：ごとうじゅんじ
- 161号：物语系列（忍野忍&八九寺真宵）画：渡边明夫
- 162号：恶魔高校D×D NEW（莉雅丝·吉蒙里）画：ごとうじゅんじ
- 163号：剧场版 魔法少女小圆 ［新篇］叛逆的物语（百江渚&巴麻美）画：谷口淳一郎
- 164号：IS〈Infinite Stratos〉2（夏洛特·迪努亚&）画：近藤奈都子
- 165号：IS〈Infinite Stratos〉2（夏洛特·迪努亚&）画：近藤奈都子
- 166号：偶像大师剧场版（星井美希&天海春香）画：高濑智章
- 167号：Wake Up, Girls!（岛田真梦）画：小岛大和
- 168号：噬血狂袭（姬柊雪菜）画：佐野恵一
- 169号：偶像大师 灰姑娘女孩（本田未央、島村卯月、渋谷凜）画：田中裕介
- 170号：请问您今天要来点兔子吗？（保登心爱、香风智乃、天天座理世、提比）画：奥田阳介
- 171号：少女&坦克（安丘比）画：古市裕一
- 172号：LoveLive!（矢泽妮可）画：村山公辅、小野旭
- 173号：DOG DAYS&魔法少女奈叶ViVid（米露茜欧莱·F·比斯科帝&高町薇薇欧）画：藤真拓哉
- 174号：临时女友（克洛艾·鲁梅尔&椎名心実）画：堤谷典子
- 175号：甘城光辉游乐园（千斗五十铃）画：丸子达就
- 176号：日常生活中的异能战斗（姬木千冬、神崎灯代）画：山口智
- 177号：刀剑神域II（结城明日奈）画：铃木勘太
- 178号：请问您今天要来点兔子吗？（香风智乃&桐间纱路）画：奥田阳介
- 179号：偶像大师 灰姑娘女孩（島村卯月&渋谷 凛）画：赤井俊文
- 180号：恶魔高校D×D BoRN（莉雅丝·吉蒙里）画：ごとうじゅんじ
- 181号：魔法少女奈叶ViVid（高町薇薇欧、高町奈叶）画：清水祐実
- 182号：可塑性記憶（艾拉）画：山崎淳
- 183号：恶魔高校D×D BorN（莉雅丝·吉蒙里）画：ごとうじゅんじ
- 184号：悠哉日常大王（一条萤、越谷小鞠、越谷夏海、宮內蓮華）画：古川英树
- 185号：Charlotte（友利奈绪）画：夏住爱子
- 186号：请问您今天要来点兔子吗？（香风智乃&桐间纱路）画：佐佐木贵宏
- 187号：女武神驱动（敷岛魅零&处女守）画：金子拓
- 188号：少女&坦克（島田愛里寿、西住美穗）画：小仓典子
- 189号：请问您今天要来点兔子吗？（香风智乃）画：只野和子
- 190号：无彩限的幻影世界（川神 舞）画：池田和美
- 191号：少女们向荒野进发（黑田砂雪）画：野口孝行
- 192号：为美好的世界献上祝福！（阿克娅、达斯堤尼斯·福特·拉拉蒂娜、惠惠）画：北村友幸
- 193号：高校舰队（ヴィルヘルミーナ・ブラウンシュヴァイク・ インゲノール・フリーデブルク）画：米泽优
- 194号：请问您今天要来点兔子吗？（香風 智乃&保登 心爱）画：阪野日香莉
- 195号：高校舰队（岬 明乃&宗谷 ましろ）画：奥田阳介
- 196号：NEW GAME!（涼風 青葉）画：菊池爱
- 197号：Re:從零開始的異世界生活（雷姆、艾米莉亚）画：大塚真一郎
- 198号：NEW GAME!（涼風 青葉&滝本 ひふみ）画：菊池爱
- 199号：请问您今天要来点兔子吗？（香風 智乃&保登 心爱 天天座 理世）画：迪谷阳介
- 200号：ViVid Strike!画：
- 201号：少女编号（烏丸 千歳）画：木野下澄江
- 202号：BanG Dream!（戸山香澄）画：仁多マツコ
- 203号：剧场版 刀剑神域（结城明日奈）画：足立慎吾
- 204号：路人女主的养成方法♭（加藤惠）画：高瀬智章
- 205号：路人女主的养成方法♭（加藤惠、泽村·斯潘塞·英梨梨、霞之丘诗羽）画：奥田佳子
- 206号：Just Because!（夏目美绪）画：比村奇石
- 207号：情色漫画老师（和泉纱雾）画：织田広之
- 208号：魔法少女奈叶Reflection（高町奈叶、菲特·T·哈洛温、阿米蒂埃·弗洛利安、琦莉耶·弗洛利安）画：桥立佳奈
- 209号：战姬绝唱SYMPHOGEAR AXZ（立花响、风鸣翼、雪音克莉丝）画：原田大基
- 210号：天使的3P！（五岛润、红叶谷希美、金城空）画：野口孝行
- 211号：请问您今天要来点兔子吗？？ ～Dear My Sister～（保登心爱、保登萌香、香风智乃、提比）画：小川茜
- 212号：Just Because!（小宫惠那）画：比村奇石
- 213号：少女&坦克 最终章（西住美穗）画：杉本功
- 214号：龙王的工作！（夜叉神 天衣、雏鹤爱）画：矢野茜
- 215号：原书·原书使（键村叶月）画：森川侑纪
- 216号：摇曳露营△（志摩凛、各务原抚子）画：佐佐木睦美
- 217号：请问您今天要来点兔子吗？？ ～Dear My Sister～（保登心爱、香风智乃）画：小川茜
- 218号：Comic Girls（萌田薰子、恋冢小梦、色川琉姬、胜木翼）画：野田康行
- 219号：恶魔高校D×D HERO（莉雅丝·吉蒙里）画：鲤川慎平
- 220号：摇曳庄的幽奈小姐（汤之花幽奈、仲居千岁）画：竹谷今日子
- 221号：少女☆歌剧Revue Starlight（爱城华恋）画：野口孝之
- 222号：关于我转生变成史莱姆这档事（莉姆露・坦派斯特）画：矢野茜
- 223号：魔法少女奈葉Detonation（高町奈叶、菲特·T·哈洛温）画：桥立佳奈
- 224号：SSSS.GRIDMAN（宝多六花、新条茜）画：中村真由美
- 225号：噬血狂袭Ⅲ（姬柊雪菜）画：古川英树
- 226号：佐贺偶像是传奇画：
- 227号：刀剑神域 Alicization（结城明日奈）画：横田拓己
- 228号：五等分的花嫁（中野一花、二乃、三久、四葉、五月）画：野口孝行
- 229号：吹响吧！上低音号 ~誓言的终章~（黄前久美子、久石奏）画：池田晶子
- 230号：噬血狂袭Ⅲ（姬柊雪菜）画：佐野隆雄
- 231号：剧场版 青春豬頭少年不會夢到懷夢美少女（樱岛麻衣）画：安野将人
- 232号：
- 233号：战姬绝唱SYMPHOGEAR XV（玛丽亚·卡登扎夫娜·伊芙、月读调、晓切歌）画：原田大基

## 增刊號

### Megami MAGAZINE Special
2000年11月，在Vol.8和Vol.9的中間發售。此後由隔月刊改為月刊。另外，隔月刊時刊載了許多美少女遊戲的情報，Special刊行後則固定以動畫中心的介紹。
- Special: Di Gi Charat（數碼子、布子）

### Megami MAGAZINE DELUXE
將刊載於本誌的海報與姊妹誌《Animedia》的版權畫濃縮收錄的總集篇。
- DELUXE Vol.1：妹妹公主RePure（可憐）2002年12月發售。
- DELUXE Vol.2：拜託雙胞胎（宮藤深衣奈、小野寺樺恋）2003年12月發售。
- DELUXE Vol.3: D.C. ～戀愛學園～（朝倉音夢）2004年8月發售。
- DELUXE Vol.4: AIR（TV版）（神尾觀鈴、霧島佳乃、遠野美凪）2005年3月發售。
- DELUXE Vol.5: 舞-HiME（鴇羽舞衣、玖我夏樹）2005年8月發售。
- DELUXE Vol.6：魔法少女奈葉A's（高町奈葉、菲特·泰斯塔羅沙、八神疾風）2006年3月25日發售。
- DELUXE Vol.7：涼宮春日的憂鬱（涼宮春日、朝比奈實玖留、長門有希）2006年8月發售。
- DELUXE Vol.8：SHUFFLE! MEMORIES（時雨亞沙）2007年3月發售。
- DELUXE Vol.9：魔法少女奈葉StrikerS（高町奈葉、菲特·泰斯塔羅沙、八神疾風）2007年8月發售。
- DELUXE Vol.10：魔法少女奈葉StrikerS（高町奈葉、菲特·泰斯塔羅沙、八神疾風）2008年3月發售。
- DELUXE Vol.11: CLANNAD（古河渚、伊吹风子、坂上智代）2008年8月發售。
- DELUXE Vol.12: CLANNAD ～AFTER STORY～（古河渚）2009年3月25日發售。
- DELUXE Vol.13: K-ON！轻音部（平沢唯、秋山澪、中野梓）2009年8月發售。
- DELUXE Vol.14: 魔法少女奈叶 The MOVIE 1st（高町奈叶&菲特·泰斯塔罗莎）2010年3月發售。
- DELUXE Vol.15: K-ON！轻音部（平沢唯、中野梓）2010年8月30日發售。
- DELUXE Vol.16: 高町奈叶&菲特·泰斯塔罗莎（魔法少女奈叶 The MOVIE 2nd A's）2011年3月發售。
- DELUXE Vol.17: 剧场版 K-ON！轻音部（平沢唯、秋山澪、中野梓、田井中律、琴吹䌷）2011年9月30日發售。
- DELUXE Vol.18: K-ON！轻音部（平沢唯、中野梓）2012年3月22日發售。
- DELUXE Vol.19: 高町奈叶&菲特·泰斯塔罗莎&八神疾风（魔法少女奈叶 The MOVIE 2nd A's）2012年9月27日發售。
- DELUXE Vol.20: 西住美穗&西住真穗（少女&坦克）2013年3月28日發售。
- DELUXE Vol.21: 西住美穗&秋山优花里（少女&坦克）2013年9月27日發售。
- DELUXE Vol.22: 塞西莉亚·奥尔科特&夏洛特·迪诺亚&拉芙拉·博迪维希&更识簪（IS〈Infinite Stratos〉）2014年3月18日發售。
- DELUXE Vol.23: 白&初濑伊纲（NO GAME NO LIFE）2014年9月23日發售。
- DELUXE Vol.24: 莉雅丝·吉蒙里&姬岛朱乃（恶魔高校D×D BORN）2015年3月19日發售。
- DELUXE Vol.25: 黃前久美子&高坂麗奈（吹響吧！上低音號～歡迎加入北宇治高中管樂團～）2015年9月29日發售。
- DELUXE Vol.26: 香风智乃&天天座理世&保登心爱（请问您今天要来点兔子吗？）2016年3月31日發售。
- DELUXE Vol.27: 凉风青叶&樱宁宁（NEW GAME!）2016年9月30日發售。
- DELUXE Vol.28: 姬柊雪菜（噬血狂袭Ⅱ）2017年3月30日發售。
- DELUXE Vol.29: 和泉纱雾、山田妖精、千寿村征（埃罗芒阿老师）2017年9月29日发售。
- DELUXE Vol.30: 保登心爱、香风智乃（请问您今天要来点兔子吗？？ ～Dear My Sister～）2018年3月30日发售。
- DELUXE Vol.31: 姬柊雪菜（噬血狂袭Ⅲ）2018年9月29日发售。
- DELUXE Vol.32: 樱岛麻衣（青春猪头少年不会梦到兔女郎学姐）2019年3月30日发售。
- Megami MAGAZINE SUPER DELUXE: 魔法少女奈葉StrikerS（高町奈葉、菲特·泰斯塔羅沙）2009年4月發售。

### Megami MAGAZINE Creators
以插畫畫家的原創作品或收錄本誌「Girl's Avenue」的訪談所構成。
- Creators Vol.1: 駒都英二 Original 2004年3月發售。
- Creators Vol.2: べっかんこう Original 2004年10月發售。
- Creators Vol.3: SHAA Original 2005年3月15日發售。
- Creators Vol.4: ☆畫野朗 Original 2005年9月29日發售。
- Creators Vol.5: 後藤潤二 Original 2006年3月2日發售。
- Creators Vol.6：駒都英二 Original 2006年8月9日發售。
- Creators Vol.7：べっかんこう Original 2007年2月27日發售。
- Creators Vol.8：駒都英二 Original 2007年6月29日發售。
- Creators Vol.9：伊東雜音 ALICE Parade 2007年9月29日發售。
- Creators Vol.10：七尾奈留 Original 2007年12月18日發售
- Creators Vol.11：駒都英二 Original 2008年3月22日發售
- Creators Vol.12：泳装美少女特集 Original 2008年6月24日發售
- Creators Vol.13：駒都英二 Original 2008年9月26日發售
- Creators Vol.14：西又葵大特集 Original 2008年12月17日發售
- Creators Vol.15：駒都英二 Original 2009年3月25日發售
- Creators Vol.16：駒都英二 Original 2009年6月26日发售
- Creators Vol.17：森沢晴行、駒都英二 Original 2009年9月17日發售
- Creators Vol.18：温泉少女大特集 Original 2009年12月19日發售
- Creators Vol.19：駒都英二 Original 2010年3月27日发售
- Creators Vol.20：水着少女特集 Original 2010年6月29日发售
- Creators Vol.23：偶像大师新作纪念特大号 Original 2011年6月23日发售

## 關連項目
- 動畫雜誌
- Animedia
- 聲優Animedia（同社的聲優雜誌，版面編排以Megami MAGAZINE為底）
- Megami文庫
- 萌
- 少女愛

從本誌連載轉為展開複合媒體的作品
- 天使的尾巴（おとぎストーリー 天使のしっぽ）
- カンブリアンQTS
- みっくすJUICE（→妄想科学シリーズ ワンダバスタイル）
- 流星戰隊Musumet

其他連載
- 水瓶戰記（アクエリアンエイジ）
- 備長炭（当初は本誌で漫畫連載されていたが、COMIC BLADEへ移籍。読者コーナーは2006年9月號まで続いた）
- 發明工坊（2004年2月號より「エンサイクロペディア・オブ・トリスティア」を長期連載中）
- GEMINI×KNIVES

## 外部連結
- （日語） Megami MAGAZINE 官方網站
- （英文） DMP Books （页面存档备份，存于）（北米版經銷商）